# 毛斯洛伊·拉约什
毛斯洛伊·拉约什（匈牙利語：Maszlay Lajos，1903年10月2日—1979年12月1日），匈牙利男子击剑运动员。他曾代表匈牙利参加1936年、1948年和1952年夏季奥林匹克运动会击剑比赛，共获得二枚铜牌。